# Slangensprookje

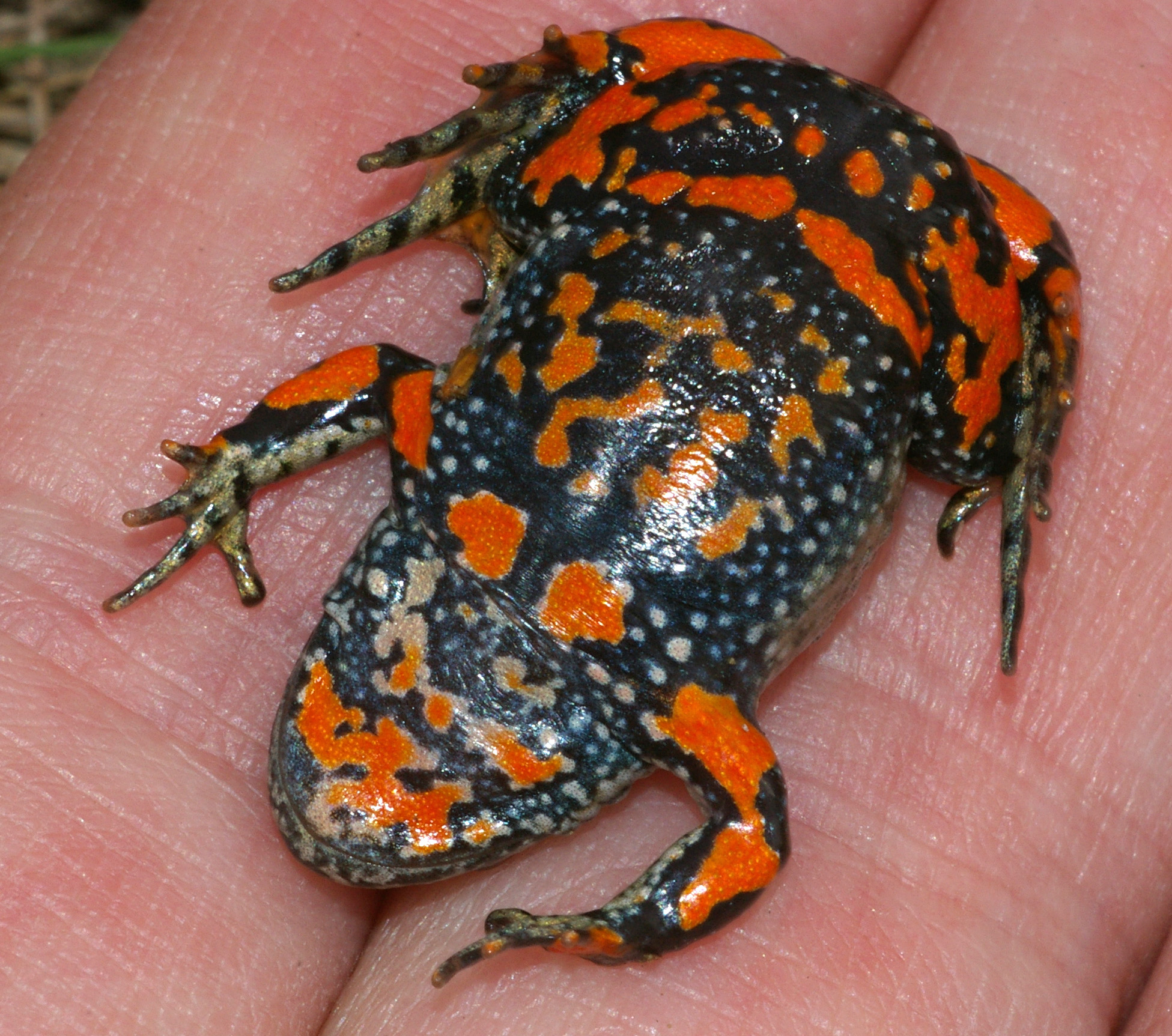
De vuurbuikpad op vingers

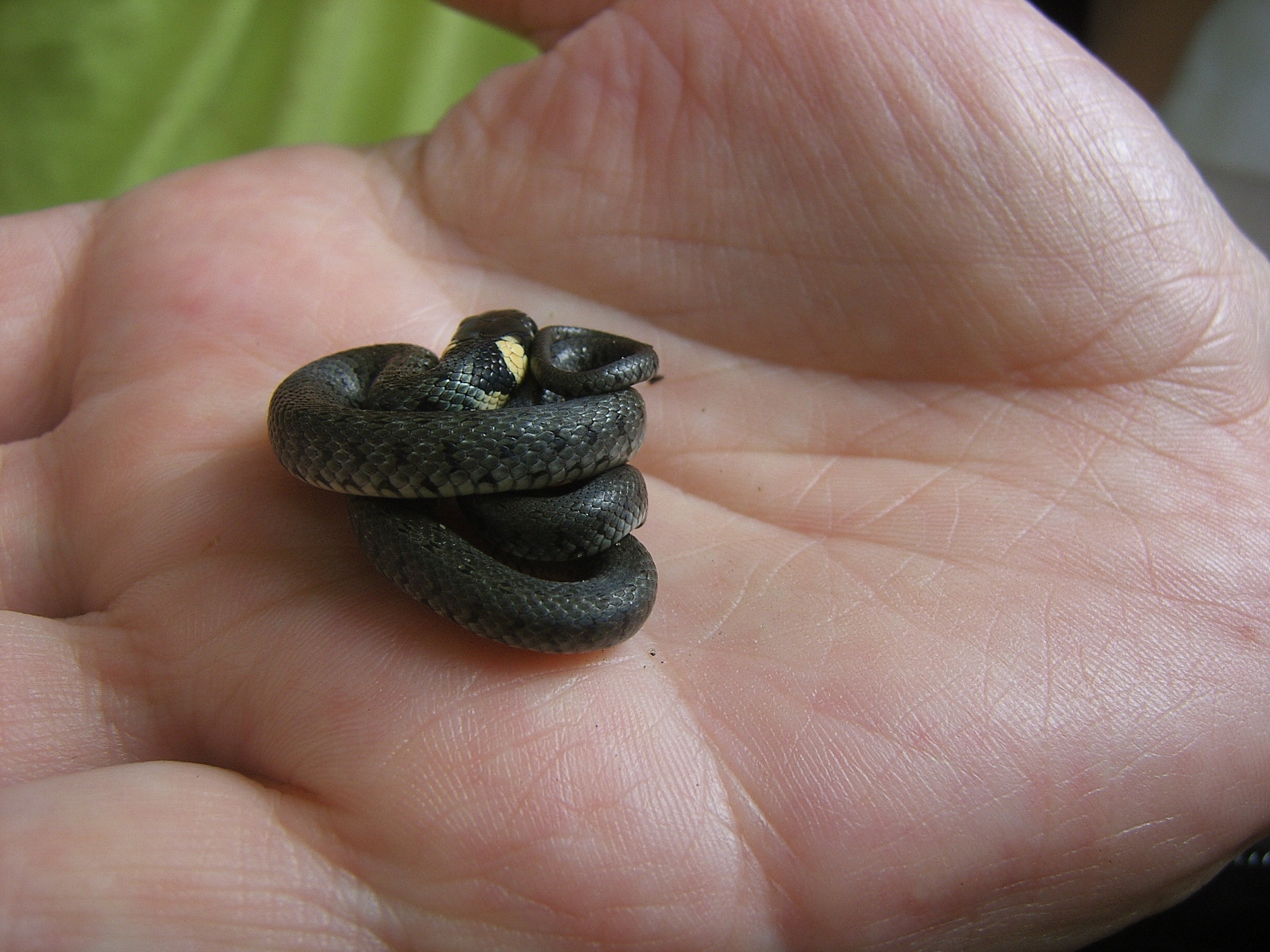
Een kleine ringslang op een hand

Slangensprookje of Sprookje van de slang is een sprookje uit Kinder- und Hausmärchen, de verzameling van de gebroeders Grimm, met als nummer KHM105. De oorspronkelijke titel is Märchen von der Unke, wat Sprookje van de vuurbuikpad betekent.

## Het verhaal

### I
Een moeder geeft haar zoontje elke middag een schoteltje melk met brokken en hij eet dit op het erf. Een slang komt altijd drinken en geeft het jongetje gouden speelgoed en glimmende stenen en parels cadeau. Maar op een dag zegt het jongetje dat het ook brokken eten moet en slaat de slang zachtjes op zijn kop. De moeder hoort iets en ziet de slang, ze doodt het beest met een blok hout. Het kind verandert en hij verliest zijn mooie rode wangen en wordt steeds magerder. De kerkuil krijst 's nachts en roodborstjes verzamelden takjes voor de rouwkrans. Het kind lag kort daarna op de baar.

### II
Een weesmeisje spint bij de stadsmuur en ziet een slang uit een gat komen. Ze spreidt haar blauwzijden zakdoek uit en de slang komt terug met een kroontje van fijn gesponnen goud. Als de slang terugkomt is het kroontje weg en hij slaat zich met de kop tegen de muur tot hij dood is. Het meisje had misschien meer schatten gekregen, als ze het kroontje had laten liggen.

### III
De pad komt tevoorschijn als het kind roept en het vraagt naar zijn zusje Roodkousje. De pad heeft haar niet gezien en vraagt of het kind dat wel heeft...

## Achtergronden bij het verhaal
- Het sprookje komt uit Hessen (I & II) en Berlijn (III).
- Unke is een vuurbuikpad, maar volgens de gebroeders Grimm wordt een kleine ringslang bedoeld, die van melk houdt en niet giftig is. Het dier wordt vaak als beschermgeest van het huis beschouwd. In het derde sprookje gaat het om een vuurbuikpad, want zijn geluid wordt nagebootst.
- Zie ook De kikkerkoning (KHM1).
- De padden of slangen bewaken een schat. Ze zijn verwant aan draken en andere mythologische wezens, zie ook worm (fabeldier) en lintworm (fabeldier).